# Рік Змії (срібна монета)
«Рік Змії́» — пам'ятна срібна монета номіналом 5 гривень, випущена Національним банком України, присвячена року Змії, одній із тварин східного календаря, який засновано на дванадцятирічному циклі Юпітера — найбільшої планети Сонячної системи.
Монету введено в обіг 10 грудня 2012 року. Вона належить до серії «Східний календар».

## Опис монети та характеристики
| Номінал грн. | Метал            | Маса, г       | Діаметр, мм | Якість виготовлення | Гурт     | Тираж, штук |
| ------------ | ---------------- | ------------- | ----------- | ------------------- | -------- | ----------- |
| 5            | срібло 925 проби | 15,55 / 16,81 | 33,0        | пруф                | рифлений | 25 000      |

### Аверс
На аверсі монети розміщено: угорі — малий Державний Герб України, в оточенні стилізованого рослинного орнаменту написи: «НАЦІОНАЛЬНИЙ БАНК»/ «УКРАЇНИ»/ «5»/ «ГРИВЕНЬ»; унизу на дзеркальному тлі — «2013», а також позначення металу, його проби — «Ag 925», маси в чистоті — «15,55» (ліворуч) та логотип Монетного двору Національного банку України (праворуч).

### Реверс
На реверсі монети в оточенні стилізованого рослинного орнаменту зображено в лубочному стилі змію (око зелене). Над цією композицією і під нею розміщено абрисні фігурки всіх 12 символів східного календаря. Елемент оздоблення — кубічний оксид цирконію діаметром 1,25 мм.

## Автори

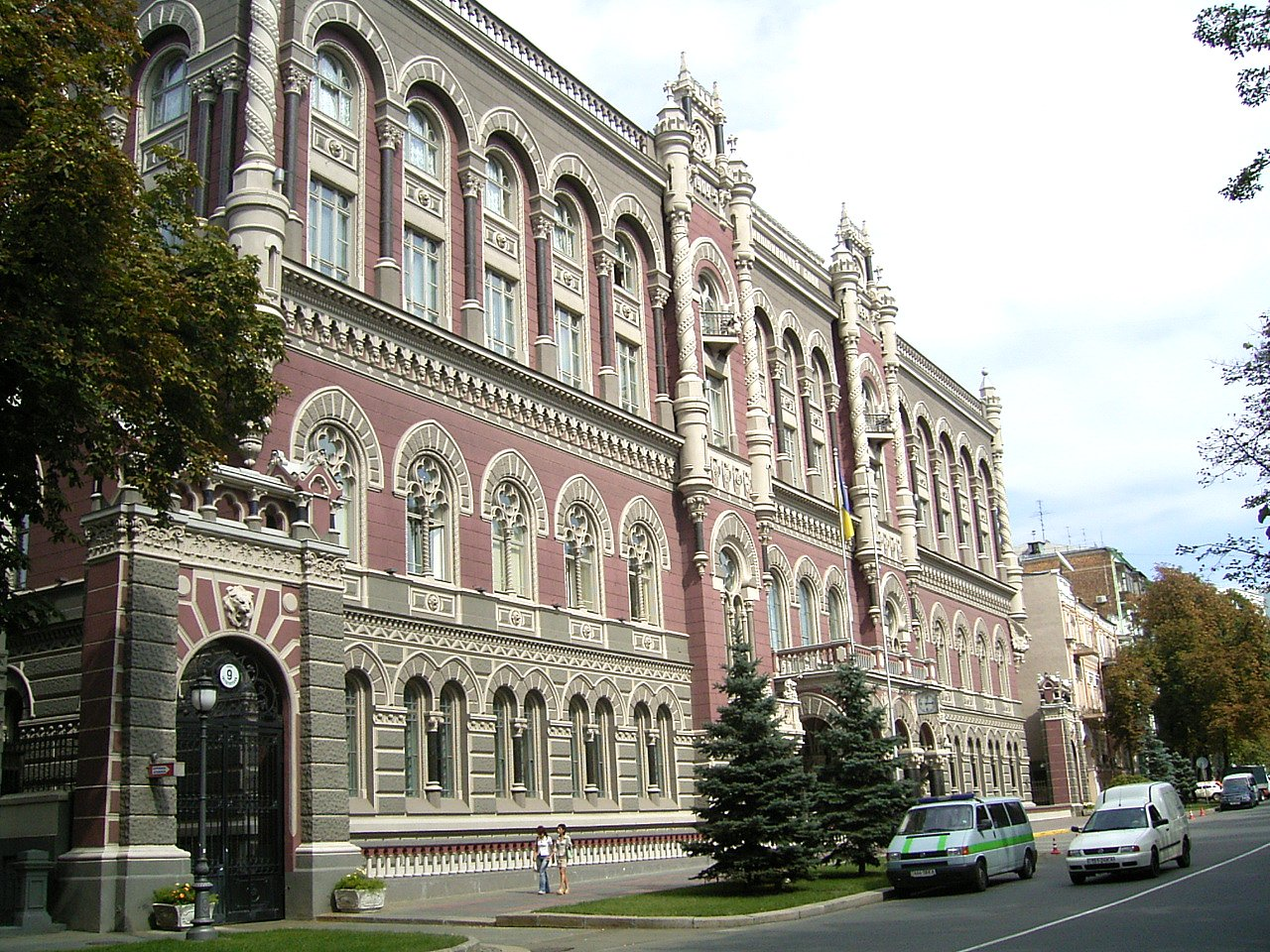
Будівля Національного банку України

- Художники: Таран Володимир, Харук Олександр, Харук Сергій.
- Скульптори: Атаманчук Володимир, Іваненко Святослав.

## Вартість монети
Ціну монети — 390 гривень встановив Національний банк України у період реалізації монети через його філії у 2012 році.
Фактична приблизна вартість монети з роками змінювалася так:
| Рік        | 2013 | 2014 | 2015 | 2016 | 2017 | 2018 | 2019 | 2020 | 2021 | 2022 | 2023  | 2024  | 2025  |
| ---------- | ---- | ---- | ---- | ---- | ---- | ---- | ---- | ---- | ---- | ---- | ----- | ----- | ----- |
| Ціна, грн. | 450  | 300  | 410  | 320  | 450  | 450  | 410  | 420  | 550  | 700  | 1 070 | 2 100 | 2 800 |